# Grewia truncata
Grewia truncata är en malvaväxtart som beskrevs av Maxwell Tylden Masters. Grewia truncata ingår i släktet Grewia och familjen malvaväxter. Inga underarter finns listade i Catalogue of Life.